# Селіванов Федір Федорович
Фе́дір Фе́дорович Селіва́нов (рос. Фёдор Фёдорович Селиванов; 9 (21) жовтня 1859, Городище, Російська імперія — 21 лютого 1938, СРСР) — російський і радянський хімік, який запропонував якісну пробу на виявлення фруктози, названу надалі — проба Селіванова.

## Життєпис
Федір Селіванов походив із дворянської сім'ї; народився в місті Городище Пензенської губернії, 9 (21) жовтня 1859 року. Батько, поручик Федір Іванович Селіванов (17 лютого 1827 — 18 серпня 1869), до кінця життя — колезький секретар і повітовий суддя. 1851 року вінчався в Саранську з дочкою місцевого купця Дмитра Леонтійовича Кроткова — Олександрою Дмитрівною. У родині народилися сини: Микола (1852-?), Іван (1854-?), Дмитро (1855-1932), Олександр (1856-1919), Аполлінарій (1857-?) і Федір.
З 1868 року Федір навчався в Пензенській гімназії. Після смерті батька 1869 року матері довелося виховувати хлопчиків самотужки.
У 1879 році він закінчив хімічне відділення в додатковому класі 1-го Санкт-Петербурзького реального училища. Продовжив освіту в Санкт-Петербурзькому технологічному інституті та після закінчення його хімічного відділення 1885 року (зі ступенем інженера-технолога) відправився для удосконалення за кордон, де працював у лабораторії В. Маєра в Геттінгені.
У 1889 році склав магістерський іспит, 1893 року вступив лаборантом до головної палати мір і ваг. З 1894 року приват-доцент Санкт-Петербурзького університету, 1895 року призначений приват-доцентом на кафедру агрономічної хімії Новоросійського університету.
1896 року захистив магістерську дисертацію і призначений професором органічної хімії та сільськогосподарського хімічного аналізу в Ново-Олександрійському інституті сільського господарства і лісівництва. З 1905 року був завідувачем Одеської центральної лабораторії Міністерства фінансів Російської імперії, одночасно був приват-доцентом Новоросійського університету.
У 1918 році брав участь у заснуванні Одеського сільськогосподарського інституту, обраний професором на кафедрі сільськогосподарського аналізу; читав лекції також із сільськогосподарської технології. У 1927 році вийшов на пенсію, але продовжував вести наукову діяльність до кінця життя.
Помер 21 лютого 1938 року, похований на Другому християнському цвинтарі в Одесі.

## Наукові роботи
Помістив низку статей і нотаток про деревину, її реакції та про деревину сосни; про реакції забарвлення цукристих речовин; про очеретяний цукор у картоплі та про його утворення з крохмалю; про взаємодію негативних груп у вуглецевих сполуках, про хлорангідрид CCl2SO2Cl та його будову; про дію кислот HOCl, HOBr і HOJ на розчин KJ, про синтез сполук із трет. бутиловим радикалом; про хімічну природу гідратів окисів; про гідрати окису кальцію тощо. Відкрита ним проба на фруктозу має ім'я проби Селіванова.
- Дисертація на ступінь доктора хімії — «Phytochemische Untersuchungen» (Геттінген, 1888).
- Дисертація на ступінь магістра хімії — «К вопросу о галоидных соединениях азота» (Санкт-Петербург, 1895).
- Universitätslaboratorium Göttingen: «Notiz über eine Fruchtzuckerreaction». Berichte der deutschen chemischen Gesellschaft, 20, 1, Wiley-VCH-Verlag, Weinheim 1887. S. 181—182.
- «Beitrag zur Kenntniss der gemischten Anhydride der unterchlorigen Säure und analoger Säuren I» («Mittheilungen»; eingegangen am 26. November) Berichte der deutschen chemischen Gesellschaft, 25, 2, Wiley-VCH-Verlag, Weinheim Juli-Dezember 1892. S. 3617-3623.
- «Beitrag zur Kenntniss der gemischten Anhydride der unterchlorigen Säure und analoger Säuren II» («Mittheilungen»; eingegangen am 27. Februar) Berichte der deutschen chemischen Gesellschaft, 26, 1, Wiley-VCH-Verlag, Weinheim Januar-April 1893. S. 423—426.
- «Beitrag zur Kenntniss der gemischten Anhydride der unterchlorigen Säure und analoger Säuren III» («Mittheilungen»; eingegangen am 23. März) Berichte der deutschen chemischen Gesellschaft, 26, 1, Wiley-VCH-Verlag, Weinheim Januar-April 1893. S. 985—989.
- «Beitrag zur Kenntniss der gemischten Anhydride der unterchlorigen Säure und analoger Säuren IV. Anorganische Halogenstickstoffe» («Mittheilungen»; eingegangen am 13. März) Berichte der deutschen chemischen Gesellschaft, 27, 1, Wiley-VCH-Verlag, Weinheim Januar-April 1894. S. 1012—1019.